# Simulium quadratum
Simulium quadratum är en tvåvingeart som först beskrevs av Stains och Frank Hall Knowlton 1943.  Simulium quadratum ingår i släktet Simulium och familjen knott.
Artens utbredningsområde är Utah. Inga underarter finns listade i Catalogue of Life.